# Marina (teleregény)
A Marina 2006 és 2007 között vetített mexikói–amerikai teleregény, amelyet Inés Rodena alkotott. A főbb szerepekben Sandra Echeverría, Mauricio Ochmann, Manolo Cardona, Aylín Mújica és Humberto Zurita látható. Az 1995-ös Maria című mexikói telenovella remake-je.
Amerikában 2006. október 16-án a Telemundo, Magyarországon 2010. szeptember 27-én TV2  mutatta be.

## Cselekmény
Marina (Sandra Echeverría) egy kedves, csinos fiatal lány, aki csónakjával kalauzolja a turistákat. Egyik ilyen útja során a csónakjának ütközik egy hajó, és ő felborul a vendégeivel együtt. Természetesen a hajó tulaja Ricardo Alarcón (Mauricio Ochmann később Manolo Cardona), kimenti őket de a lány nagyon pipa rá, miért nem figyelt oda jobban. Ricardot végig sem hallgatva, egy percig sem hajlandó a hajón maradni, ezért a vízbe ugrik és egyedül úszik ki a partra. A parton találkozik Julioval (Carlos Miguel Caballero), akivel szívből gyűlölik egymást, azért mert Julio nem tudja elérni, hogy a lány beleszeressen. Ekkor derül ki, a nézők számára csak, hogy Julio vezette Ricardo hajóját, és szándékosan ütközött a csónakkal.
Ricardo egy gazdag férfi, feleségével Adrianával (Sandra Destenave) gyűlölik egymást. Mert annak idején Ricardo szerelem nélkül házasodott anyja kérésére. Adriana állapotos és Ricardo csak emiatt van még vele. Később kiderül a gyerek Julioé Ricardo legjobb barátjáé, akivel Adriana sokszor megcsalta már.
Marina anyja Rosa haldoklik, kórházi ágyán magához hivatja, egykori szerelmét Guillermo Alarcónt (Humberto Zurita). Azt kéri tőle, vigyázzon Marinára ha már ő nem lesz, hiszen az unokahuga. Guillermo megígéri, hiszen mindig szerette őt, de Rosa a testvérét választotta végül és nem őt. Marina anyja meghal a kórházban. Guillermo felkeresi a lányt, épp jókor ugyanis Marina háza leégett, amit Julio gyújtott fel bosszúból, hogy mindig visszautasította őt.
Guillermo házában újabb meglepetések érik Marinát, találkozik Ricardoval aki Guillermo nem vér szerinti unokaöccse. Kiderül van egy féltestvére Elías (José Luis Vázquez) aki egyben Ricardo féltestvére is. A házban két személy van aki azonnal ellenszenvvel viseltetik iránta: Alberta (Susana Dosamantes) Ricardo és Elías anyja, illetve Adriana.
Alberta és Adriana folyton azon mesterkednek, hogy Marinától minél hamarabb megszabaduljanak. Amikor betelik a pohár és Adrianáról kiderül, hogy a ház egyik cselédjének a lánya, és ő volt aki lopással vádolta meg Marinát miközben ő maga a tolvaj, Guillermo kidobja. Autóba ül és elhajt, majd balesetet szenved. Halálos ágyán mindent bevall Ricardonak és elátkozza őt Marinával együtt. Most már semmi, sem állhat Marina és Ricardo boldogságának útjába és kis idő múlva összeházasodnak, és a bonyodalmak még csak ezután fognak kezdődni az életükben...

## Szereplők
| Szereplő                        | Színész                 | Magyar hang        |
| ------------------------------- | ----------------------- | ------------------ |
| Marina Alarcón Hernández        | Sandra Echeverría       | Roatis Andrea      |
| Ricardo Alarcón                 | Mauricio Ochmann        | Moser Károly       |
| Ricardo Alarcón                 | Manolo Cardona          | Moser Károly       |
| Laura Saldívar Castaño          | Aylín Mújica            | Zakariás Éva       |
| Verónica Saldívar Castaño       | Aylín Mújica            | Zakariás Éva       |
| Guillermo Alarcón Herrera       | Humberto Zurita         | Galbenisz Tomasz   |
| Alberta Morales Vda. de Alarcón | Susana Dosamantes       | Náray Erika        |
| Guadalupe "Lupe" Tovar          | Marta Aura              | Orosz Helga        |
| Julio Montiel Palafox           | Carlos Miguel Caballero | Pál Tamás          |
| Federico Santibáñez             | Eduardo Victoria        | Kisfalusi Lehel    |
| Sara López                      | Elizabeth Cervantes     | Ullmann Mónika     |
| Adriana de Alarcón              | Sandra Destenave        | Pupos Tímea        |
| Daniel Salazar                  | Gustavo Navarro         | Juhász Zoltán      |
| Papalote                        | Pablo Azar              | Bartucz Attila     |
| Matilde de Alarcón              | Karina Mora             | Madarász Éva       |
| Rosalba Árvales                 | Angélica Celaya         | Bogdányi Titanilla |
| Elías Alarcón                   | Jorge Luis Vázquez      | Seder Gábor        |
| Lucía Saldívar                  | Mara Cuevas             | Hámori Eszter      |
| Blanca                          | Verónica Terán          | Ábel Anita         |
| Chela                           | Claudia Lobo            |                    |
| Pastora                         | Beatriz Cecilia         | Ősi Ildikó         |
| Mayra Jiménez Álvarez           | Gloria Stalina          | Szabó Zselyke      |
| Clorinda                        | Georgina Tabora         | Sági Tímea         |
| El Latas                        | Carlos Corona           | Kis Horváth Zoltán |
| Balbina                         | Guadalupe Martínez      | Pásztor Erzsi      |
| Patricia "Patty" Alarcón        | Ilean Almaguer          | Laudon Andrea      |
| Ricardo Alarcón                 | Alfonso Dosal           | Czető Roland       |
| Silvia Oropeza                  | Jimena Guerra           | Talmács Márta      |
| Bruno Alarcón                   | John Germán             | Baráth István      |
| Jacinto Oropeza professzor      | Emilio Guerrero         | Orosz István       |
| Rosa Hernández                  | Dolores Heredia         |                    |
| Lázara                          | Lourdes Villareal       | Bókai Mária        |
| Gyerek Chuy                     | Adriano Zendejas        | Glósz András       |
| Dr. Velverde                    | Martin Navarrete        | Melis Gábor        |
| Damián                          | Misha Herrera           | Pálmai Szabolcs    |

## Érdekességek
- Sandra Echeverríának ez volt élete első főszerepe.
- Sandra Echeverría és Mauricio Ochmann 2010-ben újra együtt dolgozik az El Clon című sorozatban. Ami a brazil O Clone (A klón) remake-je
- Mauricio Ochmann a 18. rész első harmadában látható utoljára, szerepét Manolo Cardona fejezte be ebben a részben, és vitte tovább a többiben. Mauricio Ochmannt drogproblémái miatt kellett kitenni a sorozatból.[forrás?]
- A sorozatot Spanyolországban 5 lemezes 900 perces, vágott verzióban kiadta az Universal.

## Korábbi és újabb változatok
- A Marina két Inés Rodena által írt rádiónovellából áll össze: az első etap a "Muchachas de hoy", a második etap a "Cuando se regala un hijo" történetét követi.
- A sorozat eredetije az 1973-as venezuelai Raquel című telenovella.
- A mexikói Televisa 1979-ben készített csak a "Muchachas de hoy" történetének viszonylag szabados felhasználásával egy "Verónica" c. teleregényt. Ennek főhősei Julissa és Ricardo Blume voltak.
- Ugyancsak a Televisa készítette a szintén 1979-es "Los ricos también lloran" c. világsikerű sorozatot. Ennek első fele a hasonló névvel bíró, Inés Rodena kreálta rádiónovellán alapszik, a második fele a Cuando se regala un hijón.
- Az 1988-as venezuelai "Abigail" az 1973-as Raquel újrája (Muchachas de hoy + Cuando se regala un hijo). Ennek főhősei: a magyar származású Catherine Fulop és Fernando Carrillo. A jóságos apáca / gonosz nő ikertestvérpárt ebben a sorozatban Hilda Abrahamz alakította.
- A mexikói Televisánál 1995-ben készült "Maria" (Maria la del Barrio) az 1979-es "Los ricos también lloran" (Los ricos también lloran + Cuando se regala un hijo rádiónovellák) feldolgozása. A főszereplő párost Thalía és Fernando Colunga játszották, a főbb antagonistákat Itatí Cantoral és Ana Patricia Rojo.
- A Cuando se regala un hijo rádiónovella cselekményét a Televisa egy évvel később, 1996-ban kissé átalakítva ismét felhasználta a "Marisol" c. széria második feléhez. Ennek első etapja Inés Rodena "Abandonada" c. rádiónovelláján alapszik. Főhősei Erika Buenfil és Eduardo Santamarina.
- A Muchachas de hoy rádiónovella alapján a Televisa 1997-ben forgatott egy újabb adaptációt "Sin ti" címmel, a sztori középpontjában álló két hőst Gabriela Rivero és René Strickler alakította.
- Szintén a Muchachas de hoy cselekményét követi nagy vonalakban az 1999-es venezuelai "Luisa Fernanda" c. teleregény. A sorozat az RCTV számára készült Scarlet Ortiz és Guillermo Pérez főszereplésével.
- Az 1995-ös Maria tévésorozatból "María la del Barrio" címen forgattak telenovellát a Fülöp-szigeteken 2011 és 2012 között. Itt Enchong Dee és Erich Gonzales alakították a főhősöket. Ez a változat a hasonló című mexikói telenovellával nagyfokú hasonlóságot mutat.